# Sporting Clube de Portugal "B"
El Sporting de Lisboa "B" es un equipo de fútbol de Portugal, el equipo reserva del Sporting de Portugal y que juega en la Liga de Honra, la segunda división nacional.

## Historia
Fue fundado en el año 2000 en la capital Lisboa, aunque dejó de existir en el año 2004, fue refundado en el año 2012 y es el principal equipo reserva del Sporting de Portugal, el cual juega en la Primeira Liga, por lo que no es elegible para jugar en ella, ni para jugar en la Taça de Portugal ni en la Taça da Liga.
Antes de finalizar la temporada 2011/12, siete equipos de la Primeira Liga mostraron interés en colocar a un equipo B en la Liga de Honra en la temporada 2012/13, donde los seis equipos elegidos fueron FC Porto, Sporting CP, CS Marítimo, Vitória SC, SC Braga y el SL Benfica.
La Liga de Portugal anunció que estos equipo podrían jugar en la temporada 2012/13 en la Liga de Honra si cancelaban una cuota de €50.000, y también les exigió ciertas condiciones para competir, donde entre los cuales estaban que cada equipo B tenía que tener inscritos al menos a 10 jugadores porvenientes de sus fuerzas básicas, los cuales tiene que tener entre 15 y 21 años de edad, también que estos equipos B no son elegibles para jugar en la Primeira Liga ni tampoco jugar en los torneos de Copa de Portugal, así como que sólo podían tener tres jugadores con edad superior a los 23 años.
A finales de mayo de 2012 se hizo oficial la incorporación de los seis equipos B a la Liga de Honra para la temporada 2012/13, provocando que la cantidad de equipos aumentara de 16 a 22 y que la cantidad de partidos también aumentara de 30 a 42.
Al finalizar la temporada 2017-18 el entonces presidente del Sporting, Bruno de Carvalho, anunció la disolución del equipo B tras la creación de un nuevo torneo para los equipos sub-23 de los clubes portugueses.
En 2020 el Sporting B fue recuperado para ser inscrito en el Campeonato de Portugal, que en ese momento era la tercera competición del fútbol portugués. Un año después el equipo fue uno de los fundadores de la nueva Terceira Liga, competencia creada tras la reestructuración de las competiciones portuguesas.
En 2025 la escuadra filial del Sporting de Lisboa logró la promoción a la Segunda Liga, división en la que el equipo lisboeta no participaba desde 2018.